# A Mosca: monólogo em verso
A Mosca : monólogo em verso da autoria de Fernando Caldeira e capa de Rafael Bordalo Pinheiro, foi publicado em Lisboa, no ano de 1881, pela Imprensa Nacional,  com um total de 15 páginas. Pertence à rede de Bibliotecas municipais de Lisboa e é considerado uma "raridade bibliográfica".